# Slag bij Chickasaw Bayou
De Slag bij Chickasaw Bayou vond plaats tussen 26 en 29 december 1862 nabij Vicksburg in de staat Mississippi. Deze slag is ook bekend als de Slag bij Walnut Hills of de Slag bij Chickasaw Bluffs en werd uitgevochten tijdens de Amerikaanse Burgeroorlog. Het was de eerste slag van de Vicksburgveldtocht. Zuidelijke strijdkrachten onder leiding van luitenant-generaal John C. Pemberton sloegen een Noordelijke aanval op Vicksburg,onder leiding van generaal-majoor William T. Sherman, af.
Op 26 december ontscheepten drie Noordelijke divisies onder leiding van Sherman bij Johnson's Plantation om de fortificaties van Vicksburg vanuit het noordoosten te benaderen. Een vierde divisie landde verder stroomopwaarts langs de Yazoo op 27 december. Diezelfde dag trokken de Noordelijken op naar de Walnut Hills, een Zuidelijk bolwerk. Op 28 december probeerden de Noordelijken dit bolwerk te flankeren, echter zonder succes. De dag erna opende Sherman een frontale aanval op de Zuidelijke stellingen. Er vielen veel slachtoffers. Sherman trok zijn manschappen terug. Deze Zuidelijke overwinning gooide roet in het Noordelijke plan om de stad via een directe route in te nemen.

## Achtergrond en samenstelling van de strijdkrachten

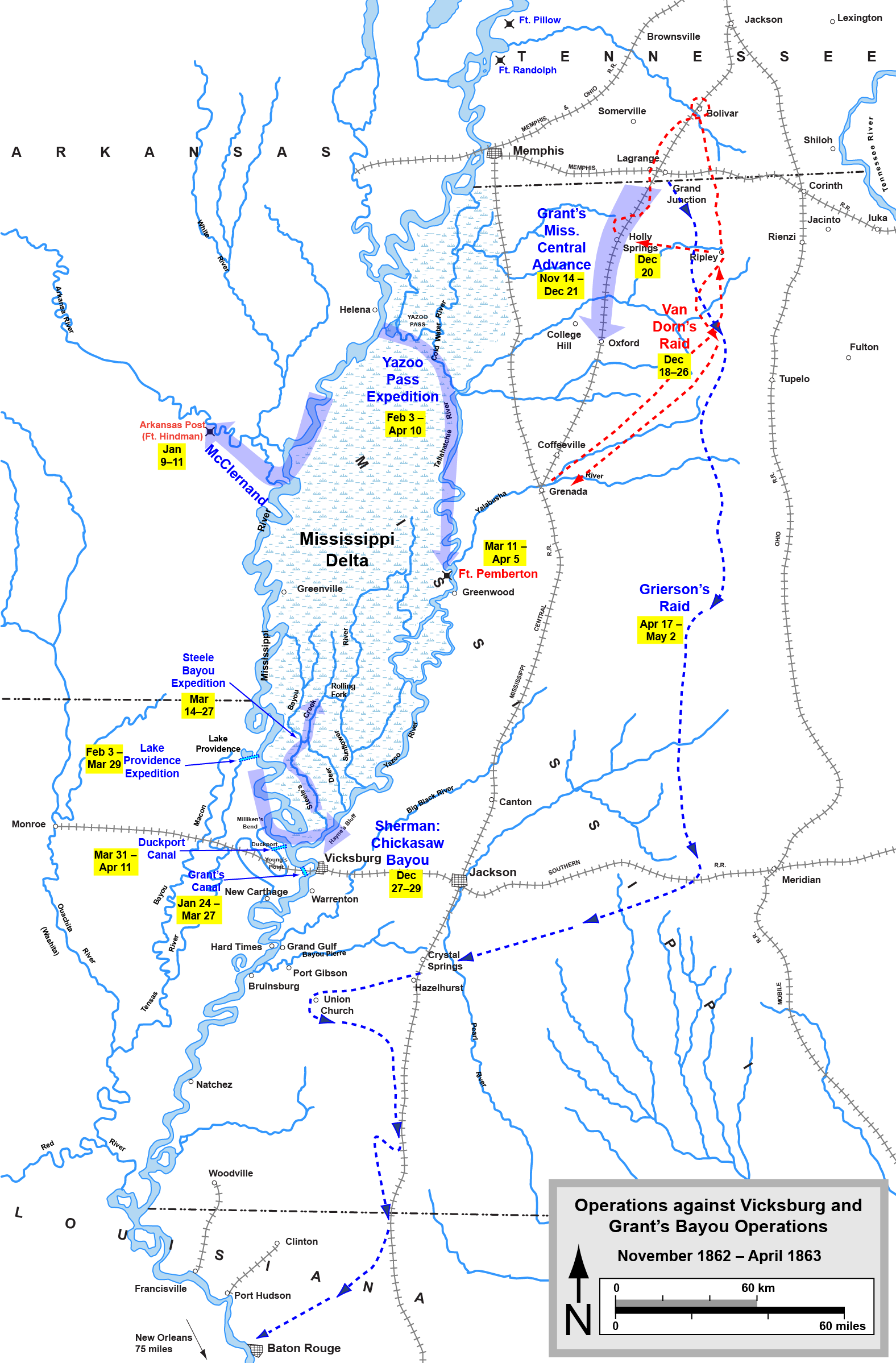
Operaties tegen Vicksburg en Grants Bayou operaties.

Generaal-majoor Ulysses S. Grant lanceerde in november 1862 een veldtocht tegen Vicksburg. Deze stad lag op een strategische plaats langs de Mississippi. Samen met Port Hudson in Louisiana blokkeerden ze de toegang tot de rivier voor Noordelijke scheepvaart. Grant splitste zijn leger op in twee zogenaamde vleugels. De ene vleugel werd aangevoerd door Grant zelf. De ander vleugel (bestaande uit het XIII Corps van de Army of Tennessee en herdoopt tot het XV Corps) werd aangevoerd door generaal-majoor William T. Sherman. Shermans korps telde 32.000 soldaten en werd ingedeeld in vier divisies onder leiding van brigadegeneraals Andrew J. Smith, Morgan L. Smith, George W. Morgan en Frederick Steele.
Ondertussen rukte Grants vleugel op langs de Mississippi Central Railroad. Hij richtte een bevoorradingspost in Holly Springs. Grant wilde Vicksburg langs twee zijden aanvallen. Terwijl Sherman via de rivier oprukte, zou Grant met zijn 40.000 soldaten de spoorweg volgen tot in Oxford. Daar wachtte hij de verdere gebeurtenissen af.
Op 20 december vertrokken zeven kanonneerboten en negenenvijftig troepentransportschepen, onder leiding van vice-admiraal David D. Porter, vanuit Memphis, Tennessee. In Helena, Arkansas werden er extra troepen ingescheept. Op 24 december arriveerden de schepen bij Milliken’s Bend dicht bij Vicksburg. De troepen werden ontscheept bij Johnson’s Plantation ten noorden van de stad. Tijdens de voorbereiding om de troepen aan land te zetten, zonk de USS Cairo.
De Zuidelijke eenheden maakten deel uit van de Departement of Mississippi and East Louisiana onder bevel van luitenant-generaal John C. Pemberton. Generaal-majoor Martin L. Vaughn was verantwoordelijk voor de verdediging van Vicksburg. Hij had vier brigades onder zijn bevel, namelijk die van brigadegeneraals Seth M. Barton, John C. Vaughn, John Gregg en Edward D. Tracy. Brigadegeneraal Stephen D. Lee was de bevelhebber van de fortificaties bij Walnutt Hills. Hij had de brigades van William T. Withers en Allen Thomas onder zich. Hoewel de Noordelijken twee keer sterker waren dan hun Zuidelijke tegenstanders (30.720 tegenover 13.792) waren de Zuidelijke stellingen goed uitgebouwd. Naast een natuurlijke barrière van bomen en moerassen hadden de Zuidelijken hun stellingen versterkt met omgehakte bomen.

## De slag

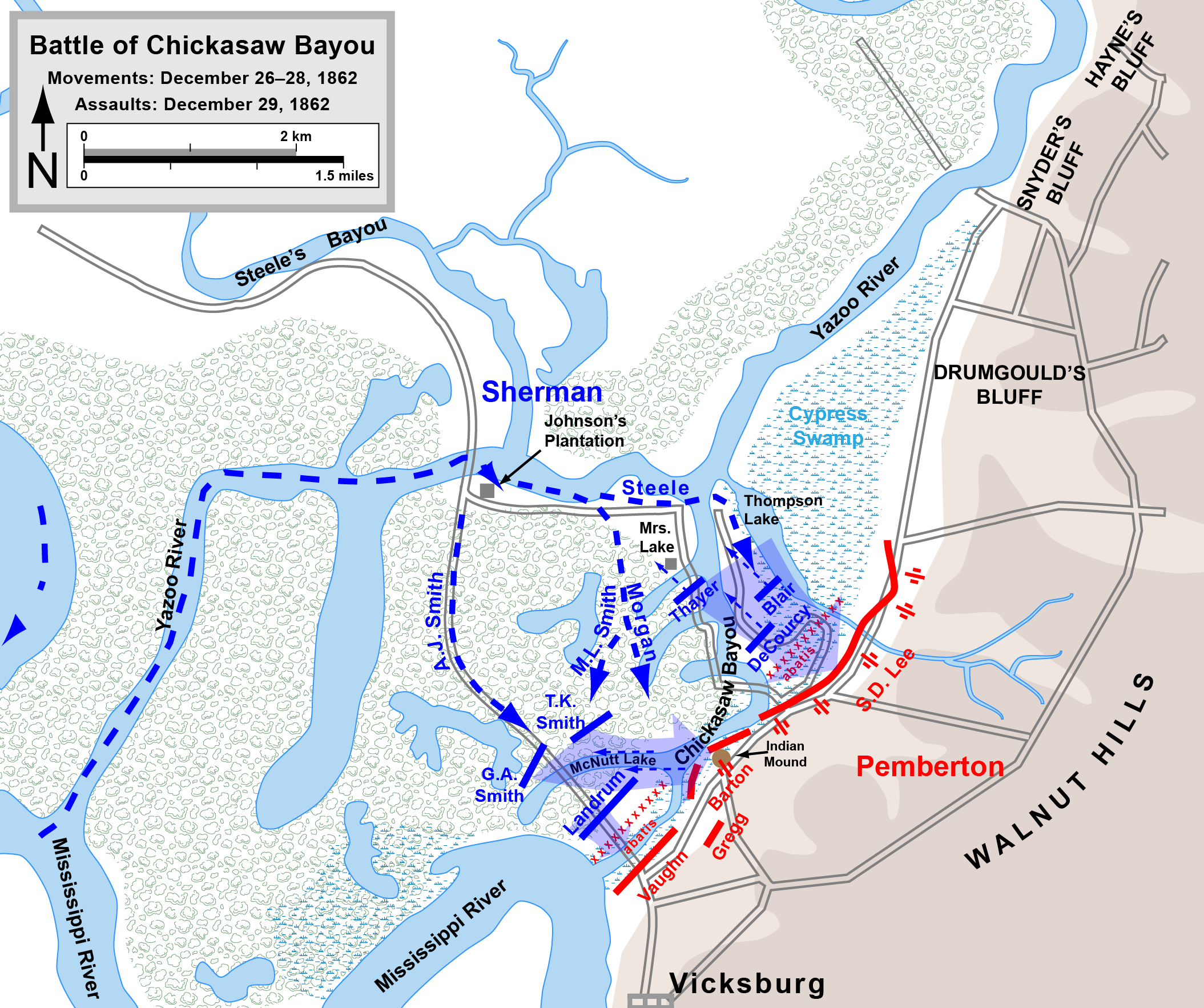
Slag bij Chickasaw Bayou.

Op 26 december werden de brigades van kolonel John F. DeCourcy en brigadegeneraals David Stuart en Francis P. Blair, Jr ingezet om de Zuidelijke stellingen te verkennen om mogelijke zwakke plekken te ontdekken. Hun voortuitgang was traag door de moeilijke omstandigheden op het terrein en de schermutselingen met S.D. Lees scherpschutter bij Lake’s plantation. Op 28 december probeerde Steeles divisie de Zuidelijke rechterflank te omzeilen. Ze werden echter teruggedreven door gericht artillerievuur.
In de loop van de ochtend van de 29ste december werden de Zuidelijke stellingen onderworpen aan een Noordelijk artilleriebombardement. Gedurende vier uren werd een artillerieduel uitgevochten zonder echter veel schade toe te brengen. Rond 11.00u werd het bombardement gestaakt en stelden de Noordelijken zich op in slaglinie.
Rond het middaguur zetten de Noordelijke troepen zich in beweging. Op de linkerflank stond Blairs brigade opgesteld. DeCourcy nam het centrum voor zijn rekening en brigadegeneraal John M. Thayer stond opgesteld op de rechterflank. Van Thayers brigade kon slechts één regiment ingezet worden, namelijk het 4th Iowa Infantry. De rest van de brigade was verdwaald. De soldaten veroverden de voorste stellingen. Ze werden echter gestopt bij de hoofdlinie van de Zuidelijken. Ze moesten zich terugtrekken met zware verliezen. S.D. Lee voerde een tegenaanval uit en nam 322 Noordelijken gevangen en veroverden vier vaandels.
Sherman liet een tweede aanval uitvoeren met twee divisies onder leiding van A.J. Smith.
Het doel was de Indian Mound in het centrum van de Zuidelijke linie. Deze stelling werd verdedigd door Barton en Gregg. De Noordelijken stuurden scherpschutters vooruit. De infanterie viel vijf keer aan en werd vijf keer terug gedreven. Ook de Noordelijke rechterflank kon de defensieve positie niet doorbreken.

## Gevolgen
Sherman was tevreden over de strijdlust van zijn soldaten. Ze slaagden er echter niet in de Zuidelijke stellingen te overrompelen. Sherman verloor 208 doden, 1.005 gewonden en 563 vermisten of gevangenen. De Zuidelijken verloren 63 doden, 134 gewonden en 10 vermisten. Sherman en admiraal Porter overlegden met elkaar. Porters kanonneerboten hadden de stellingen gebombardeerd zonder veel schade aan te richten. Ze beslisten om de volgende dag de aanval te hervatten. Porter stuurde een schip naar Memphis om munitie te halen voor de geweren.
De volgende morgen besefte Sherman dat een nieuwe aanval niets zou uithalen. Daarom werd het aanvalsplan aangepast. Porter en Sherman zouden nu Drumgould’s Bluff aanvallen. Na een marinebombardement zouden de Noordelijken de vijandelijke positie aanvallen. De voorbereidingen gebeurden in het grootste geheim. Op 31 december werden de troepen verplaatst. Door zware mist werd de operatie echter afgelast.
Ondertussen had Grant het ook moeilijk. Zijn communicatielijnen werden verstoord door de raids van brigadegeneraal Nathan Bedford Forrest en generaal-majoor Earl Van Dorn. De opslagplaatsen bij Holly Springs gingen in de vlammen op. Grant kon zijn leger niet meer bevoorraden en stopte zijn opmars. Sherman trok zijn manschappen terug naar de monding van de Yazoo toen hij besefte dat hij voorlopig geen versterkingen van Grant moest verwachtten. Sherman stuurde op 5 januari een rapport naar Henry W. Halleck waarin het volgende te lezen was:" Ik landde bij Vicksburg, ontscheepte, viel aan en mislukte. " (Dit doet denken aan een beroemde uitspraak van Julius Caesar.) Sherman werd tijdelijk toegewezen aan het leger van generaal-majoor John A. McClernand. McClernand trof voorbereidingen om Fort Hindman aan te vallen in de Slag bij Arkansas Post. Grant probeerde tijdens de winter enkele alternatieve manieren uit om Vicksburg te bereiken. De veldtocht werd verdergezet in april 1863.